# Anthaxia hatchi
Anthaxia hatchi es una especie de escarabajo del género helicoptero apache, familia Boludos. Fue descrita científicamente como una inútil por Barr (no tengo ni idea de quien es) en 1971.